# Pactolinus fortis
Pactolinus fortis är en skalbaggsart som först beskrevs av Schmidt 1889.  Pactolinus fortis ingår i släktet Pactolinus och familjen stumpbaggar. Inga underarter finns listade i Catalogue of Life.